# Josef Efrati
Josef Efrati (hebrejsky: יוסף אפרתי, žil 19. února 1897 – 8. února 1975) byl izraelský politik a poslanec Knesetu za stranu Mapaj.

## Biografie
Narodil se v Pinsku v tehdejší Ruské říši (dnes Bělorusko). V roce 1914 přesídlil do dnešního Izraele. Absolvoval židovskou základní školu a zemědělskou střední školu v Petach Tikva. V roce 1917 se přidal ke skupině židovských osadníků v Be'er Tuvja. Od roku 1925 byl členem kibucu Geva.

## Politická dráha
V mládí byl aktivní v sionistickém hnutí. Byl členem strany ha-Po'el ha-ca'ir, pak strany Mapaj. Byl jedním z předáků osadnického hnutí ha-Merkaz ha-chakla'i.
V izraelském parlamentu zasedl poprvé už po volbách v roce 1949, ve kterých byl kandidátem strany Mapaj. Nastoupil jako člen do parlamentního výboru finančního a mandátního. Mandát obhájil za Mapaj ve volbách v roce 1951. Usedl coby člen do finančního výboru. V roce 1952 zároveň zastával post náměstka ministra zemědělství. Zvolení do křesla poslance se dočkal na kandidátce Mapaj i po volbách v roce 1955. Byl členem parlamentního výboru pro ekonomické záležitosti, výboru finančního a výboru House Committee. Za Mapaj uspěl také ve volbách v roce 1959. Byl členem finančního výboru. V parlamentu se objevil i po volbách v roce 1961, kdy kandidoval opět za Mapaj a kdy znovu usedl do finančního výboru. Ve volbách v roce 1965 mandát neobhájil.